# 울산 보부상단 문헌자료
울산 보부상단 문헌자료(蔚山 褓負商團 文獻資料)는 울산광역시 남구 신정동, 울산박물관에 있는 문헌 자료이다. 2012년 7월 26일 울산광역시의 민속문화재 제1호로 지정되었다.

## 현지 안내문
『경상남도 울산군 우지회 천금록(慶尙南道 蔚山郡 右支會 千金錄)』은 울산을 중심으로 병영, 남창, 목도, 대현, 방어진, 서생지역 일대에서 활동했던 보부상 조직의 지역별 임원 명단이다. 1899년부터 1915년까지 기록되어 있으며, 앞부분에는 1900년(광무 4)에 작성된 발기취지문과 회칙이 함께 수록되어 있다. 규격은 가로 27.7㎝, 세로 44.8㎝이다.
『상무우단장정(商務右團章程)』은 1908년(융희 2)에 작성되었으며, 동아개진교육회의 상무과(商務課) 세칙이 수록되어 있다. 규격은 가로 24㎝, 세로 34㎝이다.
이 문헌들은 한말에서 일제강점기 초기 울산지역의 상거래 실태와 상인 조직의 실상을 밝힐 수 있는 중요한 지역사 자료이다.
이것을 통해 한말 보부상의 활동, 정부 및 지방관의 상업 문제에 대한 인식, 당시의 상거래 관행, 장시가 열렸던 장소, 지역사회의 계몽운동과 상인조직의 관계 등을 이해할 수 있다. 나아가 식민지 초기 울산지역의 한국인 상인자본의 실상에 접근할 수 있는 귀중한 자료이다. 현재 울산박물관에서 보관하고 있다.

## 참고 자료
- 울산 보부상단 문헌자료 - 국가유산청 국가유산포털